# Nidularium atalaiaense
Nidularium atalaiaense är en gräsväxtart som beskrevs av Edmundo Pereira och Elton Martinez Carvalho Leme. Nidularium atalaiaense ingår i släktet Nidularium och familjen Bromeliaceae. Inga underarter finns listade i Catalogue of Life.

## Bildgalleri

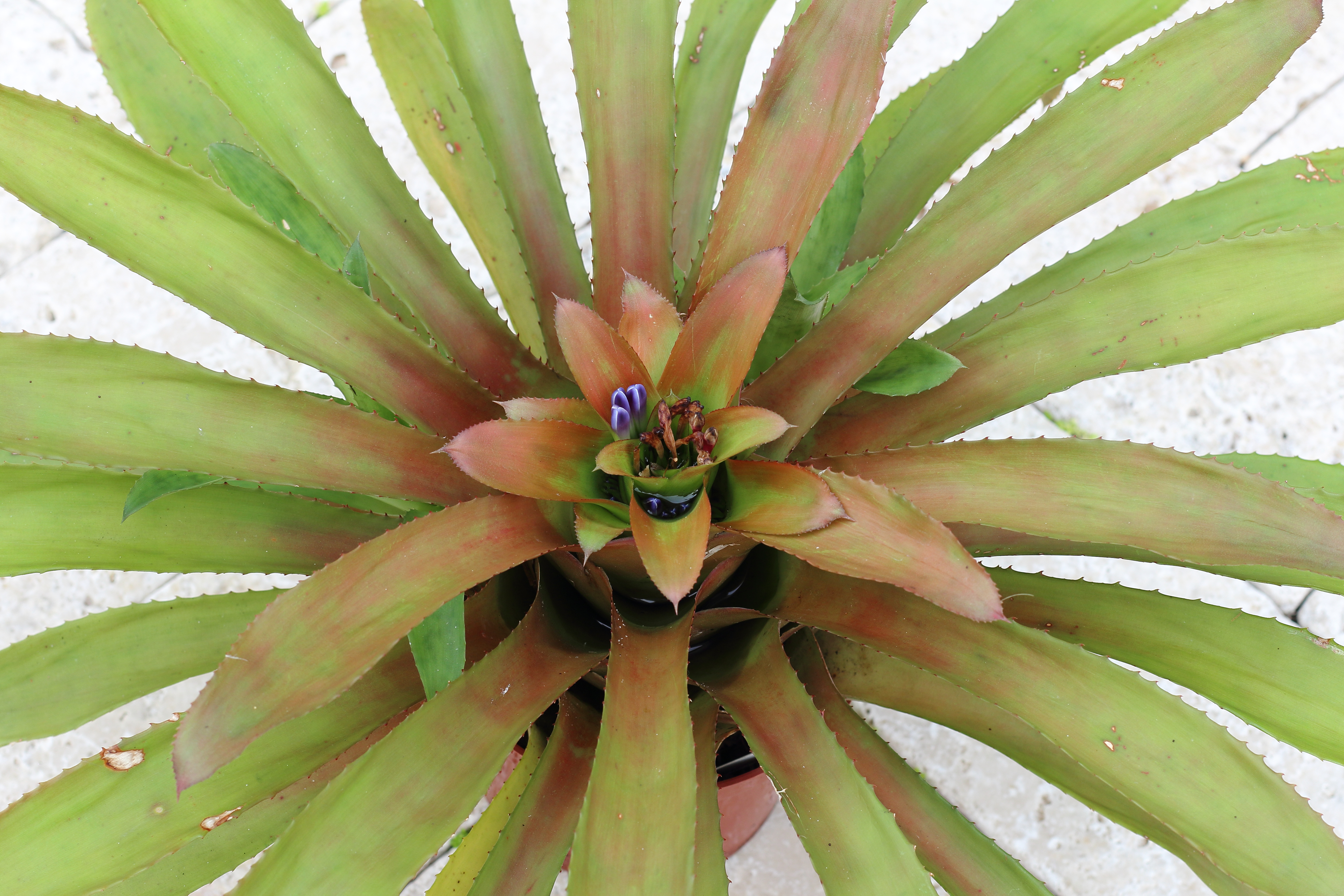